# Bolboceras quadridens
Bolboceras quadridens là một loài bọ cánh cứng trong họ Geotrupidae. Loài này được Fabricius miêu tả khoa học năm 1781.